# Трајон (Северна Каролина)
Трајон (енгл. Tryon) град је у америчкој савезној држави Северна Каролина.

## Демографија
По попису из 2010. године број становника је 1.646, што је 114 (-6,5%) становника мање него 2000. године.
| Група             | 2000.         | 2010.         |
| Белци             | 1.351 (76,8%) | 1.275 (77,5%) |
| Афроамериканци    | 370 (21,0%)   | 271 (16,5%)   |
| Азијати           | 2 (0,1%)      | 6 (0,4%)      |
| Хиспаноамериканци | 22 (1,3%)     | 73 (4,4%)     |
| Укупно            | 1.760         | 1.646         |